# Tour der irischen Rugby-Union-Nationalmannschaft nach Argentinien 1970
| Tour der Iren nach Argentinien 1970 | Tour der Iren nach Argentinien 1970 | Tour der Iren nach Argentinien 1970 | Tour der Iren nach Argentinien 1970 | Tour der Iren nach Argentinien 1970 |
| Übersicht                           | S                                   | G                                   | U                                   | N                                   |
| ----------------------------------- | ----------------------------------- | ----------------------------------- | ----------------------------------- | ----------------------------------- |
| Sonstige Spiele                     | 7                                   | 4                                   | 0                                   | 3                                   |
| Gesamt                              | 7                                   | 4                                   | 0                                   | 3                                   |

Die Tour der irischen Rugby-Union-Nationalmannschaft nach Argentinien 1970 umfasste eine Reihe von Freundschaftsspielen der irischen Rugby-Union-Nationalmannschaft. Sie reiste im August und September 1970 durch Argentinien, wobei sie während dieser Zeit sieben Spiele bestritt. Darunter waren zwei Länderspiele gegen die argentinische Nationalmannschaft, die beide verloren gingen. Die Irish Rugby Football Union wertet diese Spiele bis heute nicht als Test Matches, da der argentinische Verband damals noch kein Mitglied des International Rugby Board war. Hinzu kamen fünf weitere Spiele gegen Auswahlteams, in denen vier Siege und eine Niederlage resultierten.

## Spielplan

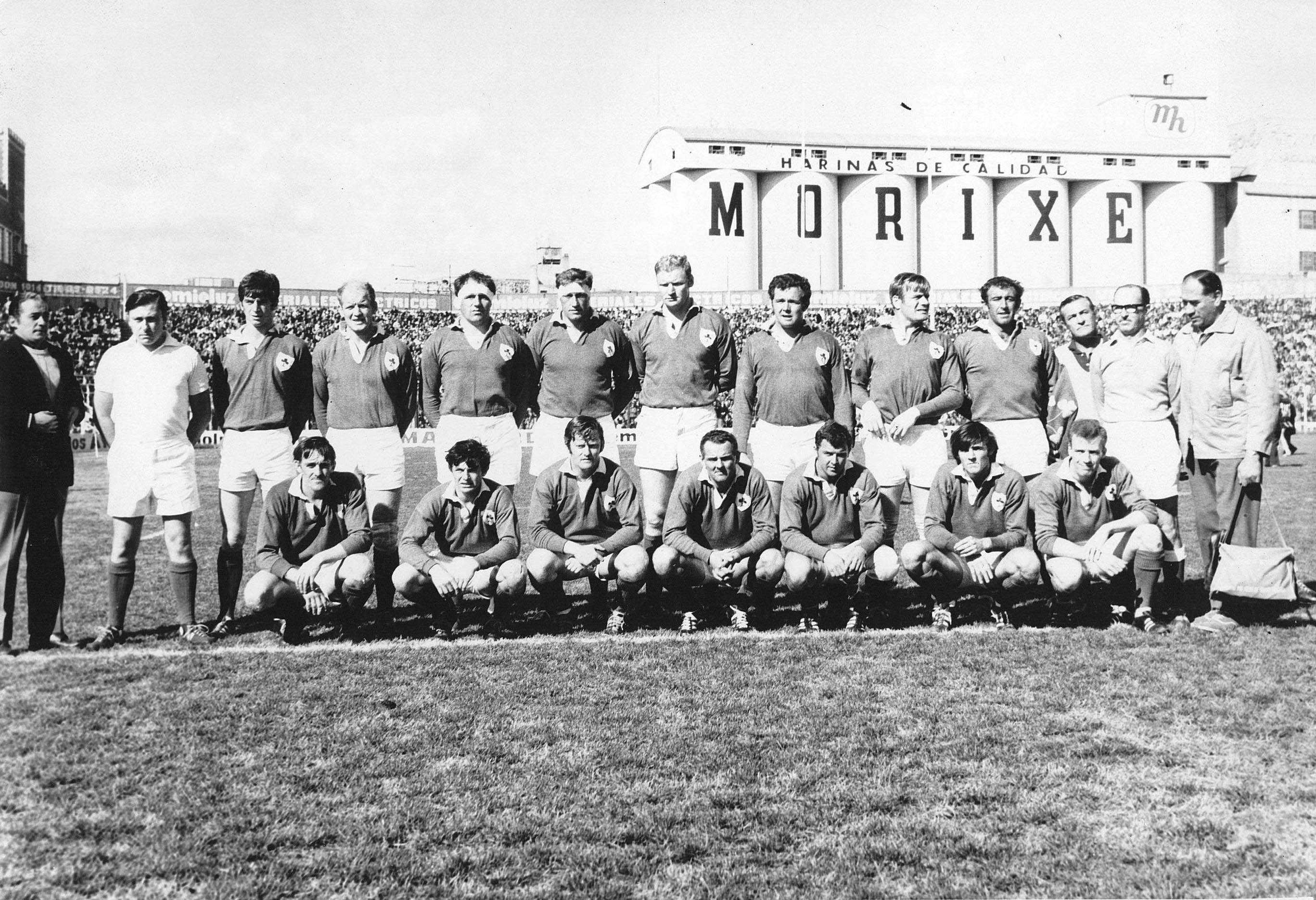
Das irische Team in Argentinien

- Hintergrundfarbe grün = Sieg
- Hintergrundfarbe rot = Niederlage

(Ergebnisse aus der Sicht Irlands)
| # | Datum              | Gegner                    | Ort          | Stadion                    | Ergebnis |
| - | ------------------ | ------------------------- | ------------ | -------------------------- | -------- |
| 1 | 30. August 1970    | Selección Interior        | Buenos Aires | Estadio Ferro Carril Oeste | 33:11    |
| 2 | 02. September 1970 | Unión de Rugby de Rosario | Rosario      | Plaza Jewell               | 11:6     |
| 3 | 06. September 1970 | Argentinien B             | Buenos Aires | Estadio Ferro Carril Oeste | 9:6      |
| 4 | 09. September 1970 | Argentinien D             | Buenos Aires | Estadio Ferro Carril Oeste | 14:3     |
| 5 | 13. September 1970 | Argentinien               | Buenos Aires | Estadio Ferro Carril Oeste | 3:8      |
| 6 | 16. September 1970 | Argentinien C             | Buenos Aires | Estadio Ferro Carril Oeste | 0:17     |
| 7 | 20. September 1970 | Argentinien               | Buenos Aires | Estadio Ferro Carril Oeste | 3:6      |

## Länderspiele
| 13. Mai 1970 | Argentinien                                    | 8 : 3         | Irland            | Estadio Ferro Carril Oeste, Buenos Aires Schiedsrichter: Carlos Tozzi (Argentinien) |
| 13. Mai 1970 | Versuche: Gradín Travaglini Erhöhungen: Gradín | (3:3) Bericht | Versuche: Hipwell | Estadio Ferro Carril Oeste, Buenos Aires Schiedsrichter: Carlos Tozzi (Argentinien) |

Aufstellungen:
- Argentinien: Adrián Anthony, Ronnie Foster, Luis García Yañez, Luis Gradín, Ricardo Handley, Raúl Loyola, Carlos Martínez, Hugo Miguens, Dudley Morgan, Aitor Otaño, Julio Otaola, Marcelo Pascual, Héctor Silva , Alejandro Travaglini, Mario Walther
- Irland: John Birch, Barry Bresnihan, James Buckley, Alan Duggan, Tom Grace, Michael Hipwell, Tom Kiernan , Sean Lynch, Willie John McBride, Barry McGann, Mick Molloy, John Moloney, Terry Moore, Philip O’Callaghan, Frank O’Driscoll

| 13. Mai 1970 | Argentinien             | 6 : 3         | Irland               | Estadio Ferro Carril Oeste, Buenos Aires Schiedsrichter: Eduardo Niño (Argentinien) |
| 13. Mai 1970 | Straftritte: Gradín (2) | (3:3) Bericht | Straftritte: Kiernan | Estadio Ferro Carril Oeste, Buenos Aires Schiedsrichter: Eduardo Niño (Argentinien) |

Aufstellungen:
- Argentinien: Adrián Anthony, Ronnie Foster, Luis García Yañez, Luis Gradín, Ricardo Handley, Raúl Loyola, Carlos Martínez, Hugo Miguens, Dudley Morgan, Aitor Otaño, Marcelo Pascual, Arturo Rodríguez Jurado jr., Héctor Silva , Alejandro Travaglini, Mario Walther
- Irland: John Birch, Barry Bresnihan, James Buckley, Alan Duggan, Tom Grace, Michael Hipwell, Tom Kiernan , Sean Lynch, Willie John McBride, Barry McGann, Mick Molloy, John Moloney, Terry Moore, Philip O’Callaghan, Frank O’Driscoll